# Chelonomima signata
Chelonomima signata är en tvåvingeart som beskrevs av Meijere 1924. Chelonomima signata ingår i släktet Chelonomima och familjen vapenflugor. Inga underarter finns listade i Catalogue of Life.